# Maustetytöt
Maustetytöt (finnisch [mɑu̯steˌtytøt]; wortwörtlich „Gewürzmädchen“) ist ein finnisches Indie-Pop-Duo, das aus den Schwestern Anna Karjalainen und Kaisa Karjalainen besteht. Der finnische Name der Band entspricht dem englischen Namen der Spice Girls aus Großbritannien.
Zu den Markenzeichen der 2017 gegründeten Band gehört ein lakonischer und ernst wirkender Auftrittsstil. Zu ihren musikalischen Vorbildern zählt die Band insbesondere die finnische Musikgruppe Leevi and the Leavings. Noch bevor die Band ihr erstes Studioalbum veröffentlichte, spielte sie mehr als 40 landesweite Konzerte und galt als eine der bekanntesten Bands Finnlands. Yleisradio begleitete die Band, deren Texte mit denen Gösta Sundqvists verglichen wurden, teils dokumentarisch.
Die Debütsingle, Tein kai lottorivini väärin erschien im Februar 2019 und das erste Album Kaikki tiet vievät Peltolaan im Oktober desselben Jahres.
Maustetytöt erlangten internationale Aufmerksamkeit, als sie in Aki Kaurismäkis Film Fallende Blätter (2023) mit dem Lied Syntynyt suruun ja puettu pettymyksin auftraten. Im Zuge einer Promo-Tour für den Film seitens Pandora Film fanden vom 11. bis 15. September 2023 die ersten Konzerte von Maustetytöt außerhalb von Finnland statt, das erste in Köln. Die Band spielte nach der OmU-Filmvorführung jeweils ein Konzert im Kinosaal.
Während der Präsidentschaftswahl in Finnland 2024 trat die Band auf Wahlveranstaltungen von Pekka Haavisto vom Grünen Bund auf.
Die Geschwister Karjalainen stammen ursprünglich aus Vaala und leben derzeit im Stadtteil Kallio in Helsinki.

## Diskografie

### Alben
| Jahr | Titel                                | Höchstplatzierung, Gesamtwochen, AuszeichnungChartsChartplatzierungen (Jahr, Titel, Platzierungen, Wochen, Auszeichnungen, Anmerkungen) | Anmerkungen                             |
| Jahr | Titel                                | FI | Anmerkungen                             |
| ---- | ------------------------------------ | --- | --------------------------------------- |
| 2019 | Kaikki tiet vievät Peltolaan         | FI1 (61 Wo.)FI | Erstveröffentlichung: 25. Oktober 2019  |
| 2020 | Eivät enkelitkään ilman siipiä lennä | FI2 (35 Wo.)FI | Erstveröffentlichung: 13. November 2020 |
| 2023 | Maailman onnellisin kansa            | FI1 (8 Wo.)FI | Erstveröffentlichung: 17. März 2023     |